# 洛南东汉帝陵
洛南东汉帝陵位于中国河南省洛阳市偃师市高龙镇、大口乡、顾县镇和伊滨区庞村镇白草坡、寇店镇、李村镇。2008年，作为皇陵南兆域入选第五批河南省文物保护单位。2013年5月，被国务院核定公布为第七批全国重点文物保护单位。东汉12座帝陵，除了汉献帝的禅陵在焦作修武县，其它11座在洛阳附近。五座帝陵坐落在汉魏洛阳故城西北的邙山上，即邙山陵墓群中的东汉帝陵，另六座帝陵在汉魏故城东南的万安山麓，葬有汉明帝（显节陵）、汉章帝（敬陵）、汉和帝（慎陵）、汉殇帝（康陵）、汉质帝（静陵）、汉桓帝（宣陵）6位皇帝。